# Partit Popular de Kamtapur
Partit Popular de Kamtapur és un partit polític de l'Índia, que representa als koch-rajbanshi del nord-est de Bengala Occidental.
Fou fundat el gener de 1996 per Atul Roy i demana un estat separat que es diria Kamtapur i el reconeixement de la seva llengua.
Se suposa que és l'ala política de l'Organització d'Alliberament de Kamtapur (Kamtapur Liberation Organization). La seva ala estudiantil és l'All Kamtapur Students Union i l'ala de dones és la Kamtapur Women's Rights Front.
El 2001 va fer campanya a favor del Trinamool Congress que es presentava a l'estat com el Bangla Bachao Front, controlat per l'All India Trinamool Congress (que és el nom a nivell de tota l'Índia del Trinamool Congress.
El 2003 el KPP va patir una divisió i Atul Roy, considerat moderat, fou substituït per un líder més radical; el president actual és Nikhil Roy i el secretari general Subhas Burman.
A les eleccions de 2004 va participar aliat al Jharkhand Mukti Morcha.